# Мардани-кхель
Марданя-Кхель - індійське бойове мистецтво з Махараштри, пов'язане із застосуванням зброї.  Найчастіше в рамках цього мистецтва воїнами використовувалися індійський меч пата і спис на мотузці віта . 
Ранню історію мардані-кхель як чітку систему ведення бою важко відстежити до XVII століття, проте вважається, що на неї вплинули географічні умови Махараштри. Мешканці гірського регіону, де було безліч долин і печер, стали чудовими вершниками, які носили легку броню і в війнах використовували швидкі кавалерійські підрозділи  . Достеменно невідомо, відносились вони до кшатрій або шудрам, однак про народ маратхов писали як про простий сільський народ в порівнянні з войовничими пенджабцями і раджпутами  . 
Розвиток марданя-кхель почався на початку XVII століття, коли Деканські султанати боролися проти маратхов, чиєю партизанською армією керував Шахджи.  Його син Шиваджи освоїв військову справу в ранньому віці і вже незабаром опанував багато видів індійської традиційної зброї  . Його улюбленою зброєю був меч довжиною понад 1 м під назвою «Бхавані»  . 17-річний Шиваджи скористався розбратами Деканських султанатів і переконав Біджапурскій султанат завдати удару по ворогам.  Маратхі, розкидані по всьому Декану, об'єдналися під керівництвом Шиваджи і створили в Західних Гатах власну державу, однак це призвело до того, що виникла загроза від Імперії Великих Моголів  .  Оскільки у маратхов було дуже мало вогнепальної зброї, вони вирішили сховатися в тій місцевості, де моголи не могли застосовувати важку артилерію  .  Внаслідок цього моголам доводилося брати участь в рукопашному бою, де у маратхов було незаперечна перевага завдяки легкої броні. 
Марданя-кхель занепав, коли в зв'язку з колонізацією Індії вогнепальна зброя стала доступною, але не вимер.  Британські військові і історики XVIII століття вивчали бойові якості маратхов: сер Дж. Малет писав, що маратхі навіть після прийняття вогнепальної зброї носили тільки два меча. У 1768 році був утворений маратхських легкий піхотний полк  спрямований на захист Британської Ост-Індської компанії. Цей полк вважається найбільш відомим в Індійській армії  .  Принципи тренувань його особового складу засновані на марданя-Ккхель.  Девізом полку є «Бойовий клич на славу імператору Шиваджи» (Bol Sri Chhatrapati Shivaji-Maharaja ki jai), засновнику держави маратхов . 

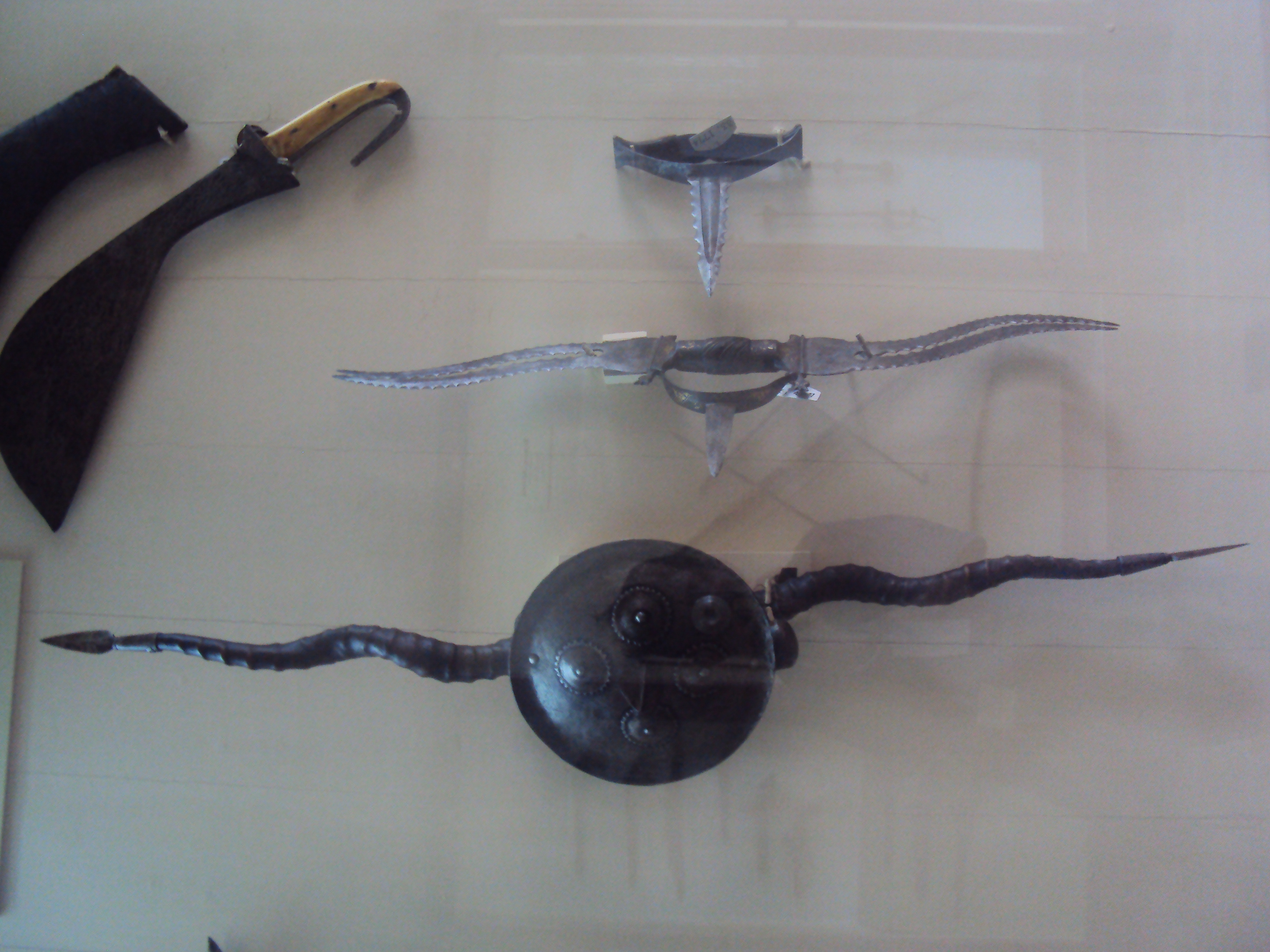
Зброя маратхі

- Пата : меч з двосічним лезом і сталевою гардою, що захищає руку до ліктя
- Тальвар : індійська шабля
- Бхала: короткий піхотний спис з широким накінечником
- Барча: важкий піхотний спис, зроблений з цільного шматка заліза
- Віта: спис на мотузці, який викидає вперед атакуючий
- Ботхаті: кавалерійський спис
- Латхі: бойова жердина
- Дхал: круглий щит
- Мадху: Зброя для захисту, що нагадує оленячі роги
- Курхад: сокира
- Данді: двосічна сокира
- Кукри (Хукуру): кинджал
- Данушья: лук і стріли
- Катяра : кинджал тичкового типу з Н-подібною рукояткою
- Багх-нака: Кастет
- Бічува: Кинджал у формі жала скорпіона

- Бойові мистецтва Індії
- Гатка
- Сіламбам

## Зноски
1. 1 2 3  K. L. Khurana (1993). Medieval India. Agra: Lakshmi Narain Agarwal. ISBN 81-85778-15-9.
2. ↑  Banerjee, 2005, с. 33.
3. ↑  A History of Warfare: Field-Marshal Viscount Montgomery of Alamein, William Morrow & Co; 1st edition (January 1983), ISBN 978-0688016456
4. ↑  John Keay (2000). India: A History. New Delhi: HarperCollins. ISBN 0-00-255717-7.
5. ↑  Edwards, 2004, с. 86.